# Notropis imeldae
Notropis imeldae és una espècie de peix cipriniforme de la família dels ciprínids que es troba a Mèxic.